# Badminton aux Jeux mondiaux
Le badminton a fait son unique apparition à la création des Jeux mondiaux en 1981 qui se déroulaient à Santa Clara, plus précisément au City National Civic à San José (Californie).
Le badminton est devenu sport olympique à partir de 1992.

## Résultats
| Année | Simple messieurs | Simple dames | Double messieurs     | Double dames         | Double mixte                   |
| 1981  | Chen Changjie    | Zhang Ailing | Sun Zhian Yao Ximing | Zhang Ailing Liu Xia | Gillian Gilks Thomas Kihlström |